# Loschwitz (Schiff, 1899)
Der Raddampfer Loschwitz wurde 1899 in der Schiffswerft Laubegast gebaut. Das Schiff wurde unter dem Namen Auguste Victoria mit der Baunummer 49 im Jahr 1899 auf Kiel gelegt.  Es war das erste Schiff, das in der Laubegaster Werft gebaut wurde. Im Jahr 1919 erhielt es als drittes Schiff den Namen Loschwitz.

## Die Zeit nach der Indienststellung bis 1945

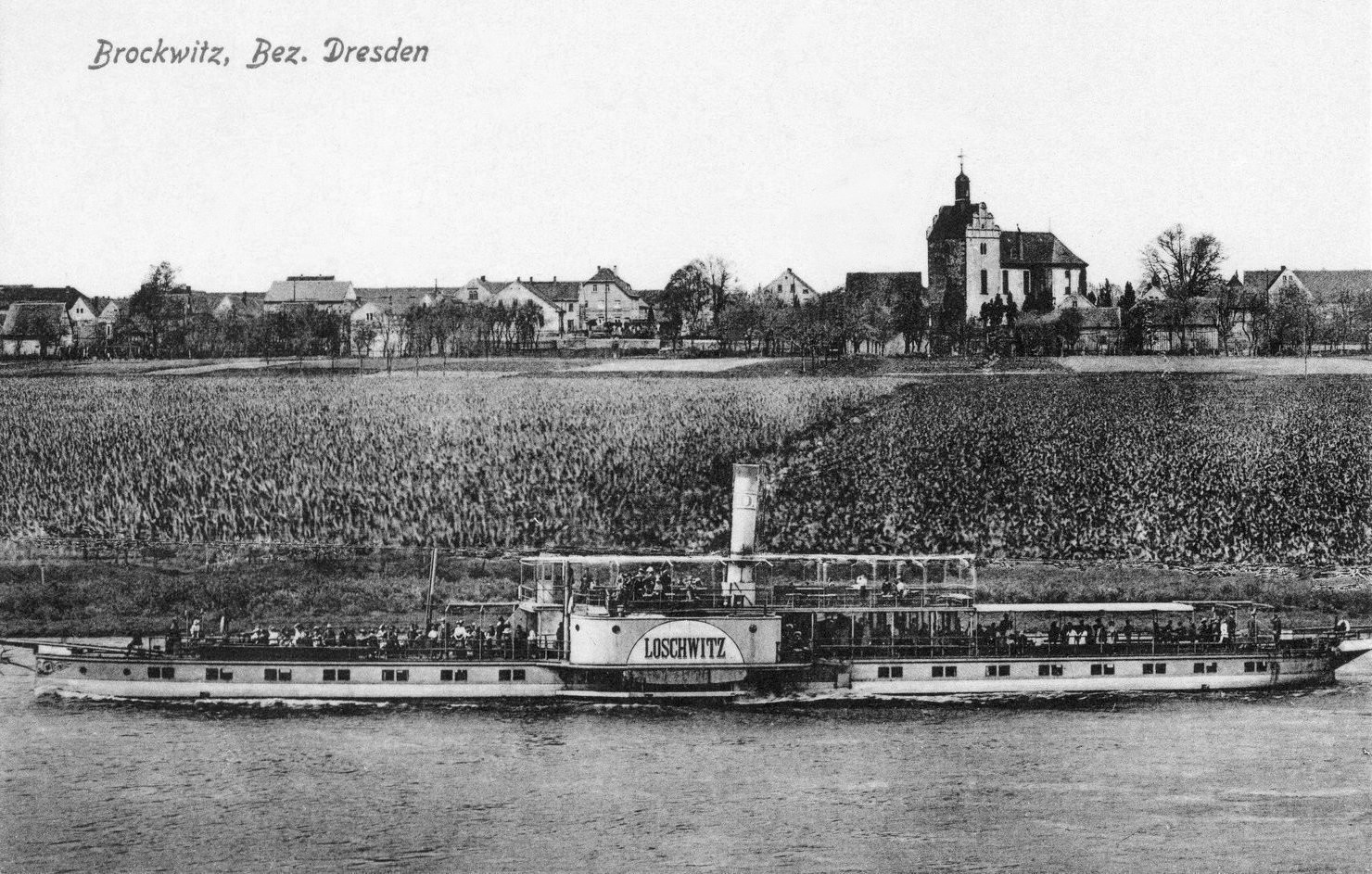
Raddampfer Loschwitz in Brockwitz

Nach der Indienststellung als Oberdeckdampfer fuhr das Schiff bis 1923 für die Sächsisch-Böhmische Dampfschiffahrts-Gesellschaft (SBDG). Nach der Einstellung des Geschäftsbetriebes im Jahr 1923 fuhr das Schiff für die 1923 neu gegründete Sächsisch-Böhmische Dampfschiffahrt, Aktiengesellschaft (SBDA). Der ab 1926 übliche weiße Anstrich der Schiffe brachte ihr den Namen Weiße Flotte ein. Namensgeberin des Schiffes war Auguste Victoria Kaiserin von Deutschland. 
Das Schiff war bis zur Indienststellung der Dresden das größte Schiff der Gesellschaft. Es verfügte über eine Dampfsteuermaschine und ein Ruderhaus. Gebaut wurde die Dampfsteuermaschine von der Schiffswerft Übigau der  Deutschen Elbschiffahrts-Gesellschaft, Kette mit der Fabrik-Nr. 236. In der Größe ist sie mit der 1879 gebauten und seit 1962 so benannten Stadt Wehlen vergleichbar. Die Passagierzahl dürfte nach heutigen Maßstäben bei ca. 430 Plätzen liegen. Im Jahr 1913 kollidierte das Schiff zwischen der Albertbrücke und der Carolabrücke im Nebel mit der Kaiser Wilhelm II.
Im Jahr 1919 war das Schiff aufgrund schwieriger wirtschaftlicher Bedingungen am Ende des Ersten Weltkrieges aufgelegt. 
Im Oktober 1919 wurde sie wie alle Schiffe, die Namen eines Monarchen oder einer Monarchie trugen, umbenannt und erhielt den Namen Loschwitz. 

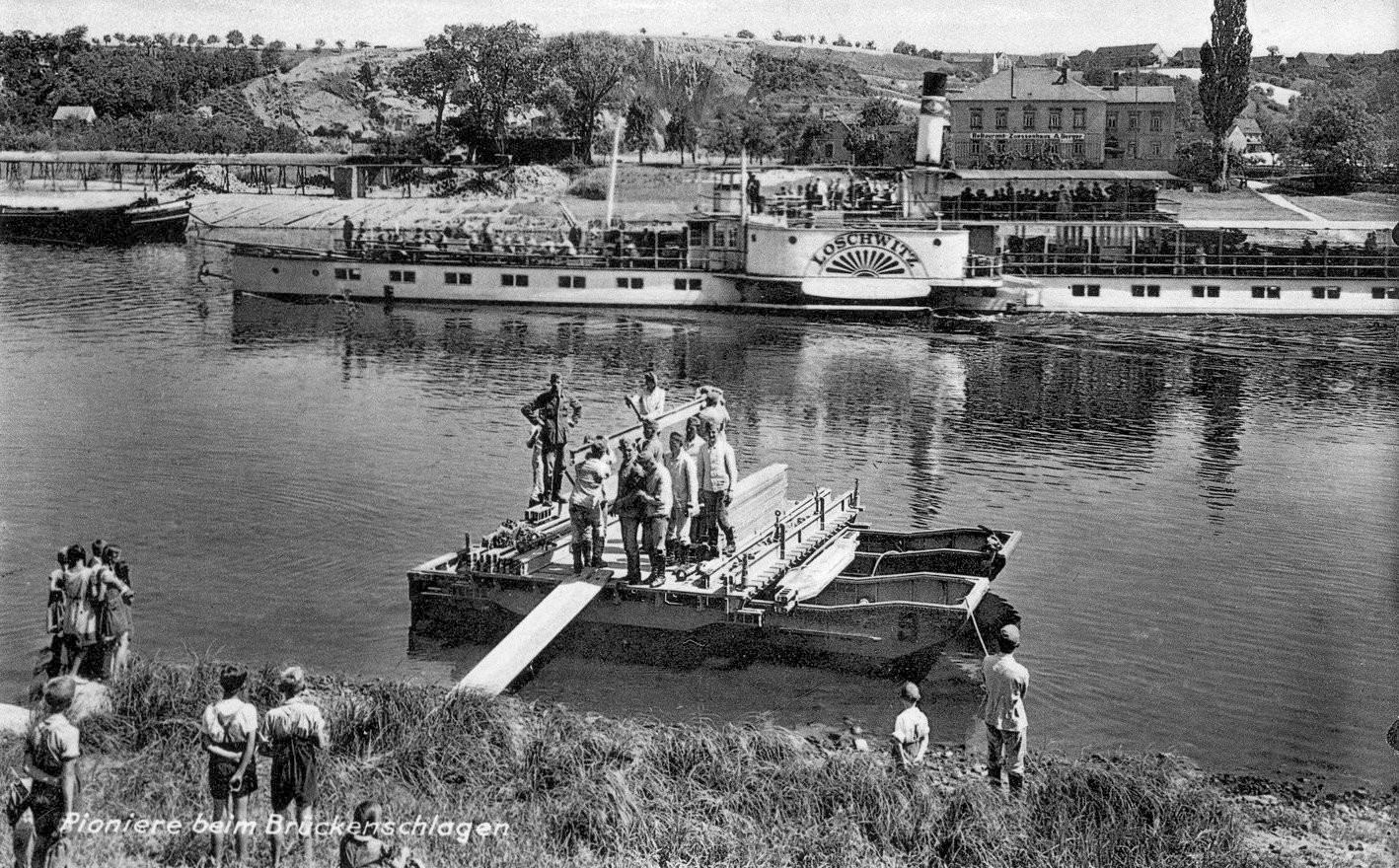
Raddampfer Loschwitz 1935 in Kleinzadel

Im Winter 1927/28 erhielt es den weißen Anstrich.
Im Sommer 1943 erhielt die Loschwitz wie alle Dampfer einen Tarnanstrich. Über ihren Einsatz im Zweiten Weltkrieg ist nichts bekannt. Infolge der Luftangriffe auf Dresden am 15. Februar 1945 durchschlug eine Bombe Deck und Schiffsrumpf und das Schiff sank. Es wurde jedoch kurz darauf gehoben, repariert und wieder in Fahrt gebracht.

## Die Zeit nach 1945
Im Jahr 1946 wurde sie in den Bestand der neu gegründeten Sowjetischen Staatlichen Oderschiffahrts-AG (SOAG) eingegliedert und am 3. Juli 1946 als Reparationsleistung beschlagnahmt und in die Sowjetunion überführt. In der Schiffswerft in Roßlau oder der Schiffswerft in Aken wurden die Decksaufbauten und Radkästen entfernt, um auf dem Weg nach Stettin die niedrigen Brücken und engen Schleusen passieren zu können. Nach dem Weg über die Ostsee wurde das Schiff im Raum Leningrad als Transportschiff eingesetzt. Nach der Umsetzung auf die Wolga wurde das Schiff umfassend instand gesetzt  und ab 1951  unter dem neuen Namen Метеор in den Bestand der 1948 gegründeten (Волжское Грузовое Речное Пароходство [ВГРП]) Wolga-Fracht-Flusschifffahrtsgesellschaft übernommen. Diese wurde 1955 in (Волжское Речное Объединённое Пароходство [ВОРП]) Wolga Vereinigte Flussschiffahrtsgesellschaft umbenannt. Über den Verbleib des Schiffes nach 1955 ist nichts bekannt.

## Die Dampfmaschine
Die Dampfmaschine war die erste schräg liegende Hochdruck-Zweizylinder-Verbunddampfmaschine mit Einspritzkondensation der Gesellschaft. Gebaut wurde sie, wie auch der Zwei-Flammrohr-Zylinderkessel, von der Schiffswerft Übigau der Deutschen Elbschiffahrts-Gesellschaft, Kette, mit der Fabrik-Nr. 234. Die Leistung betrug 230 PS. Der Dampfkessel hatte 10 bar Dampfdruck. Die Dampfmaschine wirkte auf zwei seitliche Schaufelräder.

## Kapitäne des Schiffes
- Otto Hermann Jahn 1900–1903
- Friedrich Wilhelm Erdmann 1904–1918
- Friedrich Wilhelm Erdmann 1920